# 330440 Davinadon
330440 Davinadon este o planetă minoră (asteroid) din centura de asteroizi. A fost descoperită pe 23 februarie 2007 la Mayhill⁠(d) de Andrew Lowe⁠(d). 
Obiectul prezintă o orbită caracterizată de o semiaxă mare de 2,7652761165242 UAi, o excentricitate de 0,27, o înclinație de 3 ° în raport cu ecliptica.